# Chicago Women's Open 2023 - Doppio
Il doppio femminile del torneo di tennis professionistico Chicago Women's Open 2023, facente parte della categoria WTA 125 nell'ambito del WTA 125 2023, si è giocato dal 21 al 28 agosto 2023 a Chicago, negli Stati Uniti. Eri Hozumi e Peangtarn Plipuech erano le campionesse in carica dell'ultima edizione disputata nel 2021, ma Plipuech ha scelto di non partecipare a questa edizione del torneo. Hozumi ha fatto coppia con Sophie Chang, ma sono state sconfitte nei quarti di finale da Jana Sizikova e Kimberley Zimmermann.
In finale Ulrikke Eikeri e Ingrid Neel hanno sconfitto Cristina Bucșa e Aleksandra Panova per ritiro.

## Teste di serie
1. Ulrikke Eikeri /  Ingrid Neel (Campionesse)

1. Jana Sizikova /  Kimberley Zimmermann (semifinale)

## Wildcard
1. Kolie Allen /  Ashley Matz (quarti di finale)

## Tabellone

### Legenda
| - Q = Qualificato - WC = Wild card - LL = Lucky loser | - ALT = Alternate - SE = Special Exempt - PR = Protected Ranking | - w/o = Walkover - r = Ritirato - d = Squalificato |

|  | Quarti di finale | Quarti di finale        | Quarti di finale        | Quarti di finale | Quarti di finale |  |  | Semifinali | Semifinali              | Semifinali              | Semifinali                       | Semifinali                       |                                  |  | Finale | Finale                     | Finale                     | Finale                     | Finale |  |
|  |                  |                         |                         |                  |                  |  |  |            |                         |                         |                                  |                                  |                                  |  |        |                            |                            |                            |        |  |
|  | 1                | U Eikeri I Neel         | U Eikeri I Neel         | 7                | 6                |  |  |            |                         |                         |                                  |                                  |                                  |  |        |                            |                            |                            |        |  |
|  |                  | I Chromačëva P Udvardy  | I Chromačëva P Udvardy  | 5                | 3                |  |  | 1          | U Eikeri I Neel         | 6                       | 4                                | [10]                             |                                  |  |        |                            |                            |                            |        |  |
|  |                  | D Parry A Rus           | D Parry A Rus           | 6                | 7                |  |  |            | D Parry A Rus           | 3                       | 6                                | [8]                              |                                  |  |        |                            |                            |                            |        |  |
|  |                  | E Avanesjan K Rachimova | E Avanesjan K Rachimova | 2                | 62               |  |  |            |                         |                         |                                  |                                  |                                  |  | 1      | Ulrikke Eikeri Ingrid Neel | Ulrikke Eikeri Ingrid Neel | Ulrikke Eikeri Ingrid Neel | w/o    |  |
|  |                  | C Bucșa A Panova        | C Bucșa A Panova        | 6                | 6                |  |  |            |                         |                         | Cristina Bucșa Aleksandra Panova | Cristina Bucșa Aleksandra Panova | Cristina Bucșa Aleksandra Panova |  |        |                            |                            |                            |        |  |
|  | WC               | K Allen A Matz          | K Allen A Matz          | 2                | 2                |  |  |            | C Bucșa A Panova        | C Bucșa A Panova        | 6                                | 6                                |                                  |  |        |                            |                            |                            |        |  |
|  |                  | S Chang E Hozumi        | S Chang E Hozumi        | 3                | 2                |  |  | 2          | J Sizikova K Zimmermann | J Sizikova K Zimmermann | 2                                | 4                                |                                  |  |        |                            |                            |                            |        |  |
|  | 2                | J Sizikova K Zimmermann | J Sizikova K Zimmermann | 6                | 6                |  |  |            |                         |                         |                                  |                                  |                                  |  |        |                            |                            |                            |        |  |